# تاريخ البنس الإنجليزي (1603-1707)
يغطي تاريخ البنس الإنجليزي من عام 1603 إلى عام 1707 فترة حكم آل ستيوارت، وحتى قوانين الاتحاد لعام 1707 التي أدت إلى اتحاد مملكة إنجلترا مع مملكة اسكتلندا.

## آل ستيوارت والكومنولث (1603-1714)

### عائلة ستيوارت المبكرة

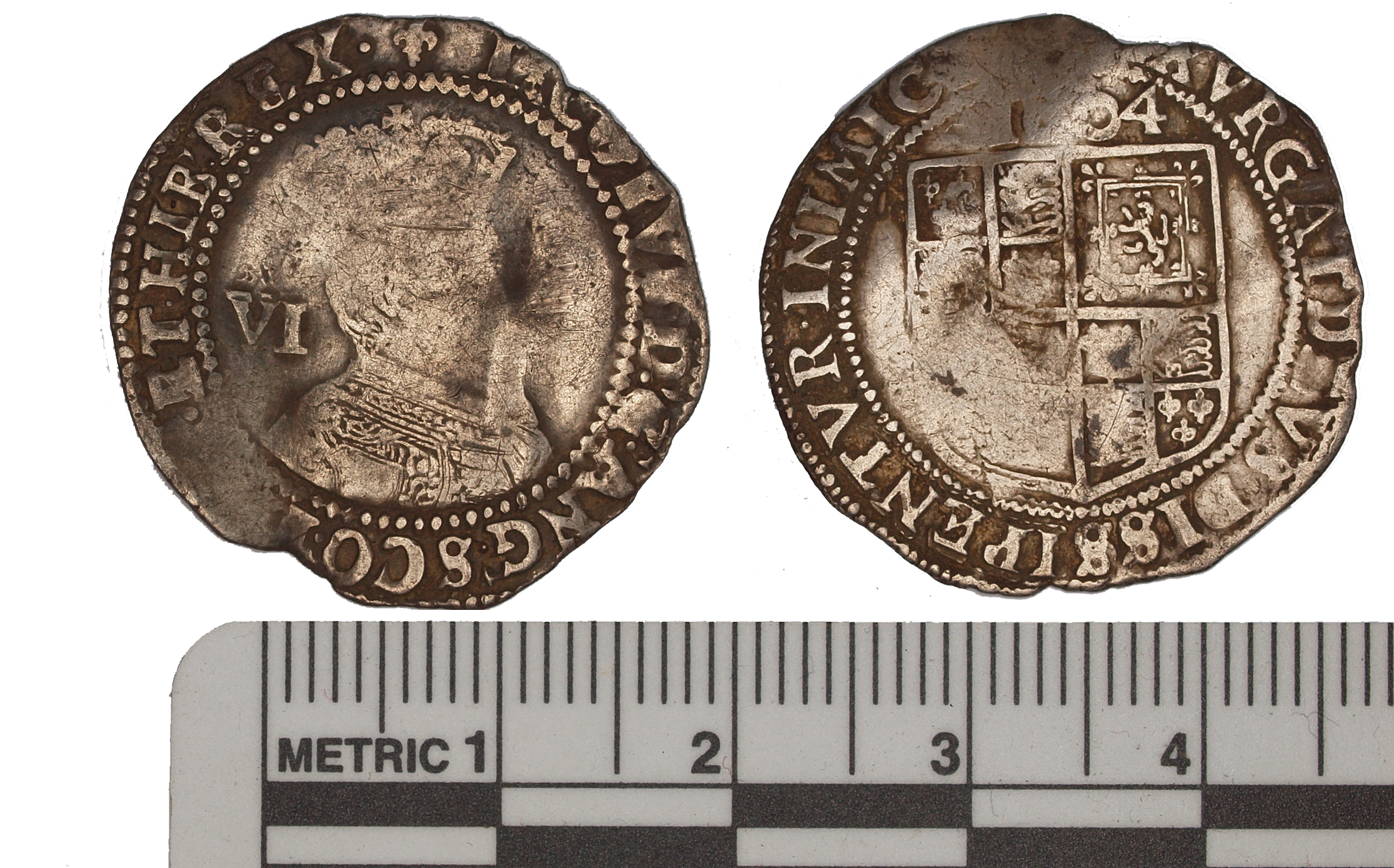
بنس جيمس الأول من عام 1604 مع صورة شخصية.

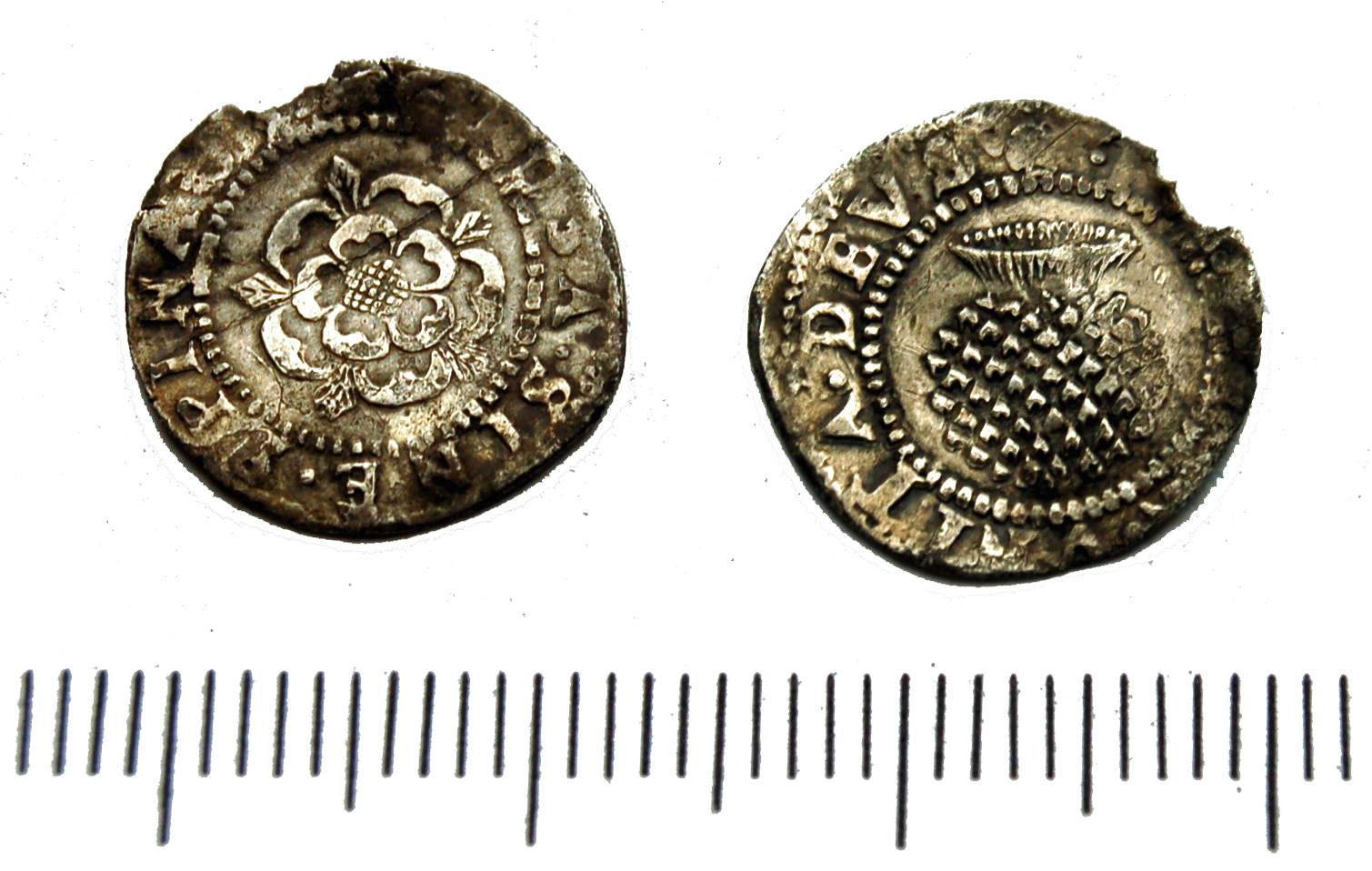
بنس فضي من عهد جيمس الأول، مع ورد وشوك.

عندما توفيت إليزابيث غير متزوجة وبلا أطفال في عام 1603، انتقل العرش إلى جيمس السادس ملك اسكتلندا، حفيد هنري السابع، الذي حكم إنجلترا باسم جيمس الأول. لم تتغير عملة جيمس الفضية كثيرًا عن عملة إليزابيث في الإنتاج والأسلوب. كانت الميزة الأبرز هي إدخال فارذنغ نحاسي للمساعدة في حل مشكلة العملات المعدنية الصغيرة. مع التضخم، استمر البنس في أن يصبح فئة أقل أهمية.
العملة الأولى، التي تعود إلى عامي 1603 و1604، تُظهر تمثال نصفي للملك متجهًا إلى اليمين مع نقش IDG ROSA SINE SPINA على الوجه، ودرعًا يتضمن شعار النبالة الاسكتلندي على الوجه الآخر. تُظهر العملات المعدنية الثانية (1604-1619) والثالثة وردة بدلاً من تمثال نصفي للملك على الوجه الأمامي، مع نقش IDG ROSA SINE SPINA، بينما يحتوي الوجه الخلفي على نبات الشوك محاطًا بنقش TUETUR UNITA DEUS - حرس الله هذه الممالك المتحدة. سكت جميع العملات المعدنية في برج لندن.
في عام 1625، ورث تشارلز الأول، الابن الثاني لجيمس الأول، العرش (بعد أن توفي شقيقه الأكبر هنري قبل والده). ولكن لسوء الحظ، كان الحكم السياسي الذي تبناه تشارلز مروعاً ــ فقد حكم لمدة أحد عشر عاماً دون دعوة برلمان إنجلترا إلى الانعقاد، لأنه لم يكن مستعداً لقبول التوجيهات منه عندما كان منعقداً، وفي نهاية المطاف كلفت الحرب الأهلية الإنجليزية التي تلت ذلك تشارلز تاجه ورأسه.

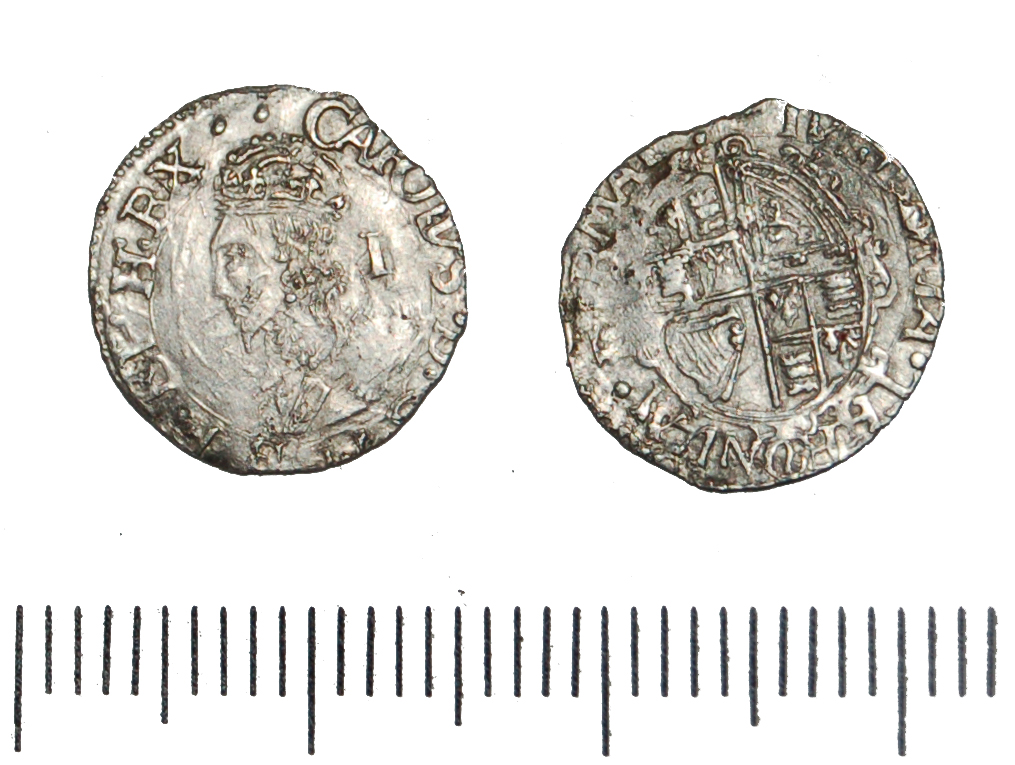
بنس تشارلز الأول من 1642 إلى 1646

من الناحية النقدية، فإن عهد تشارلز الأول هو بلا شك الأكثر إثارة للاهتمام وتعقيدًا بين الملوك الإنجليز. إنتج العديد من الأصناف في دار سك العملة في البرج، وافتتح عدد من دور سك العملة الإقليمية خلال الحرب الأهلية، ولكن نظرًا لأن هذه الدور افتتحت بشكل أساسي لإنتاج العملات المعدنية لدفع رواتب القوات، فإن عدد البنسات المنتجة هناك كان منخفضًا للغاية، حيث فضلت الفئات الأكبر. بين عامي 1630 و1639، أنتج الفرنسي نيكولاس بريوت عملة معدنية مطحونة تضمنت لأول مرة البنسات. إن جودة عملات بريوت رائعة، ولا يسعنا إلا أن نستنتج أن السبب الوحيد وراء عدم تحويل دار سك العملة في البرج بالكامل إلى الإنتاج الآلي هو الغيرة المهنية من جانب العمال الآخرين.
كانت عملات البنسات المطروقة التي صنعها تشارلز في البرج تحمل في الأصل تصميم وردة على كلا الجانبين، مع نقش CDG ROSA SINE SPINA على الوجه و IUS THRONUM FIRMAT - العدالة تقوي العرش - على الوجه الآخر. حملت البنسات اللاحقة تمثال نصفي للملك متجهًا إلى اليسار مع حرف I خلف الرأس للإشارة إلى فئة البنس الواحد، مع النقش CAROLUS DG MA BF ET HI REX - تشارلز بنعمة الله ملك بريطانيا العظمى وفرنسا وأيرلندا، بينما يظهر الوجه الخلفي درعًا بيضاويًا ونقش IUSTITIA THRONUM FIRMAT. بعد استيلاء البرلمان الإنجليزي على دار سك العملة في عام 1642، إنتجت نفس تصميمات العملات حتى عام 1648، ولكن مع تمثال نصفي للملك يبدو أكبر سناً؛ وكان هذا للتأكيد على حقيقة أن حجة البرلمانات لم تكن مع الملك ولكن مع "مستشاريه الأشرار".
في عام 1638 افتتح دار سك عملات جديدة في قلعة أبريستويث، ويلز، لإنتاج عملات معدنية أصغر حجمًا (من البنس إلى نصف التاج) من الفضة المنتجة محليًا. يمكن التعرف عليها من خلال وجود ريش (مثل ريش أمير ويلز على عملة البنس العشرية المكونة من بنسين والتي صدرت في الفترة من 1967 إلى 2007) على الوجه الخلفي. بعد الأضرار التي لحقت بدار سك العملة في القلعة عام 1648، كان هناك دار سك عملة قصيرة العمر تقع في منجم الفضة الفعلي في أبيريستويث في عامي 1648/1649، ولكن لم تنجُ أي سجلات عن العملات المعدنية التي إنتجت هناك.
ومع استيلاء البرلمان الإنجليزي على دار سك العملة في عام 1642، أقام الملك مقره الدائم في أكسفورد وأنشأ دار سك العملة الرئيسية هناك. صنعت معظم البنسات المنتجة هناك من قوالب من دار سك العملة في أبريستويث، لذا فهي تبدو مشابهة جدًا لعملات أبريستويث المعدنية. هناك "بنس إعلان" نادر جدًا إنتج في عام 1644 حيث يحتوي ظهره على الإعلان RELIG PRO LEG ANG LIBER PAR 1644 - دين البروتستانت وقوانين إنجلترا وحرية البرلمان. أُغلقت دار سك العملة في أكسفورد في عام 1646.
استولوا على برستل من قبل الملكيين في يوليو 1643 و إنشأ دار سك العملة هناك، والتي أنتجت البنسات ذات الوجه الخلفي المرسوم عليه ريشة، ولكن إغلقت عندما استعاد البرلمان الإنجليزي المدينة في عام 1645. كانت دار سك العملة في إكستر تعمل في الفترة من عام 1643 حتى أبريل 1646، وكانت تنتج بشكل أساسي التيجان ونصف التيجان، ولكنها كانت تنتج أيضًا بعض البنسات.

### الكومنولث

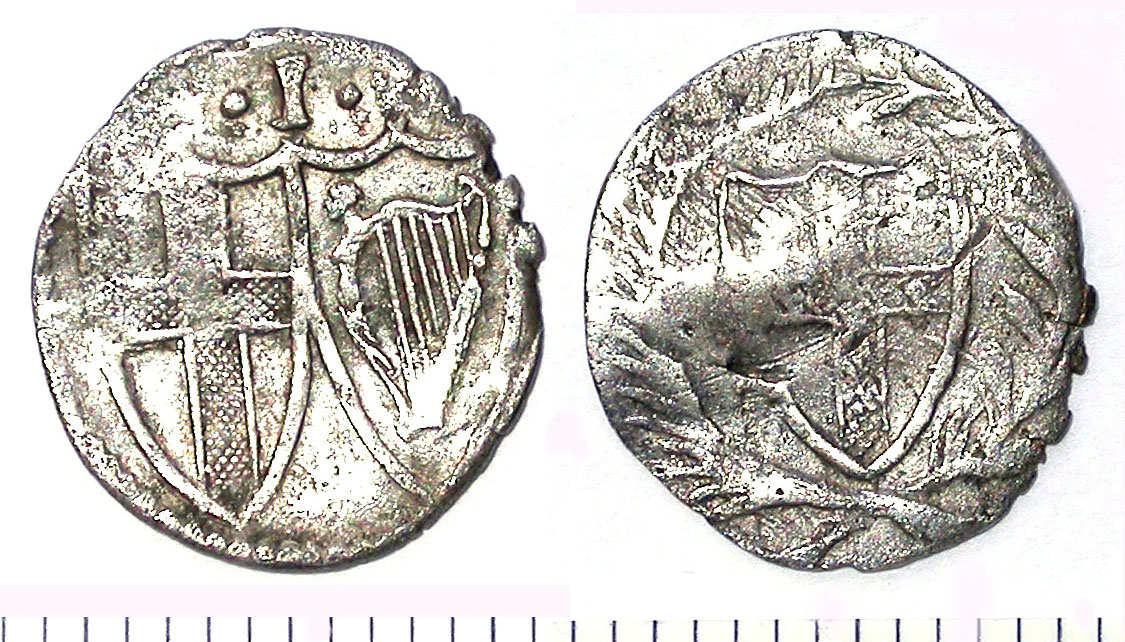
بنس الكومنولث، مع الدروع الإنجليزية والأيرلندية.

يشتهر الكومنولث الإنجليزي (1649-1660) بإنتاج العملات الإنجليزية الوحيدة التي لم تحتوي على أي نقش لاتيني على الإطلاق. وكان هذا بسبب ارتباط اللاتينية بالكاثوليكية. أما بالنسبة لعملة الكومنولث، فالنقوش غائبة تماما. يظهر الوجه الخلفي درع القديس جورج داخل إكليل من الزهور، بينما يظهر الوجه الأمامي درع القديس جورج ودرع أيرلندي، مع الفئة الأولى فوقهما.

### عائلة ستيوارت المستعادة

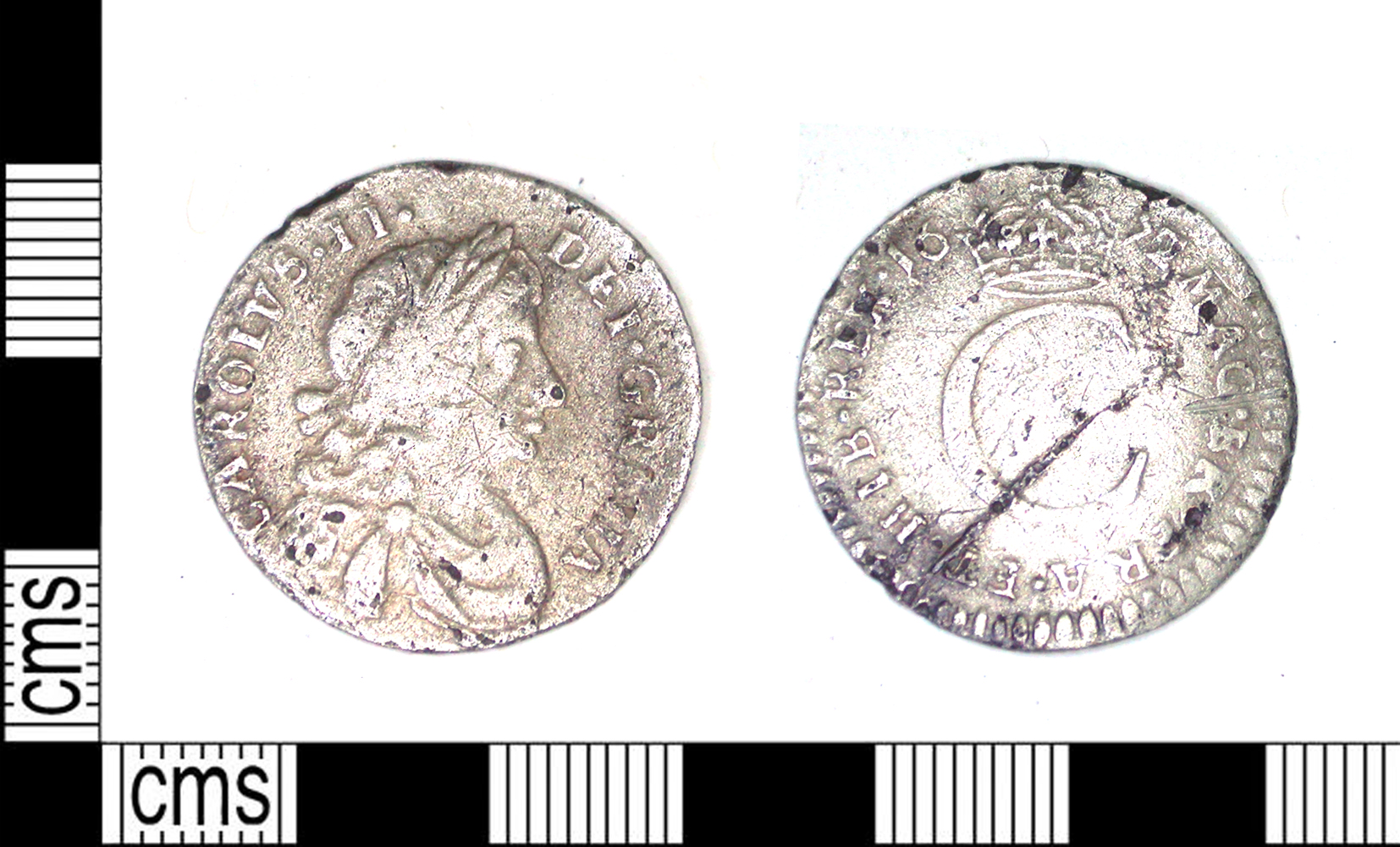
بنس تشارلز الثاني من عام 1672

بعد استعادة النظام الملكي في عام 1660 في عهد تشارلز الثاني، استمر إنتاج العملات المعدنية المطروقة والمسبوكة حتى عام 1662. كان البنس فئة شائعة إلى حد ما وإنتج بالطريقتين من القوالب التي أنتجها توماس سيمون. يظهر الوجه تمثال نصفي للملك الجديد متجهًا إلى اليسار بدون أي إشارة إلى القيمة خلف رأسه، ونقش CAROLUS II DG MAG BRI F ET H REX - تشارلز الثاني بنعمة الله ملك بريطانيا العظمى وفرنسا وأيرلندا. ويظهر الوجه الخلفي درع الملك فوق الصليب، مع الأسطورة CHRISTO AUSPICE REGNO - أنا أحكم تحت رعاية المسيح. يمثل هذا الإصدار نهاية العملات المعدنية المطروقة - حيث سكت جميع العملات الإنجليزية والبريطانية اللاحقة.
ظهرت أول بنسات فضية منتظمة مطحونة حوالي عام 1664 أو 1665 وهي غير مؤرخة، ويزن وزنها 0.5 غرام ويكون 12 مم في القطر. إنها تُظهر الملك متجهًا إلى اليسار، مع I خلف الرأس، مع نقش CAROLVS II DGMBF & H REX، ويُظهر الوجه الخلفي درعًا يحيط بشعارات إنجلترا واسكتلندا وأيرلندا وفرنسا، مع نقش CHRISTO AUSPICE REGNO. من عام 1670 إلى عام 1684 إنتجت بنسات مؤرخة كل عام، تُظهر الملك متجهًا إلى اليمين مع نقش CAROLVS II DEI GRATIA، بينما يُظهر الوجه الخلفي حرف "C" متوجًا مع نقش MAG BR FRA ET HIB REX التاريخ.
استمر نفس التصميم الأساسي في عهد جيمس الثاني القصير (1685-1688) مع استبدال الحرف "C" المتوج على الوجه الخلفي بحرف "I" المتوج والذي لم يعمل فقط كحرف "Iacobus" الأولي للملك ولكن أيضًا كإشارة إلى الفئة، 1 بنس.

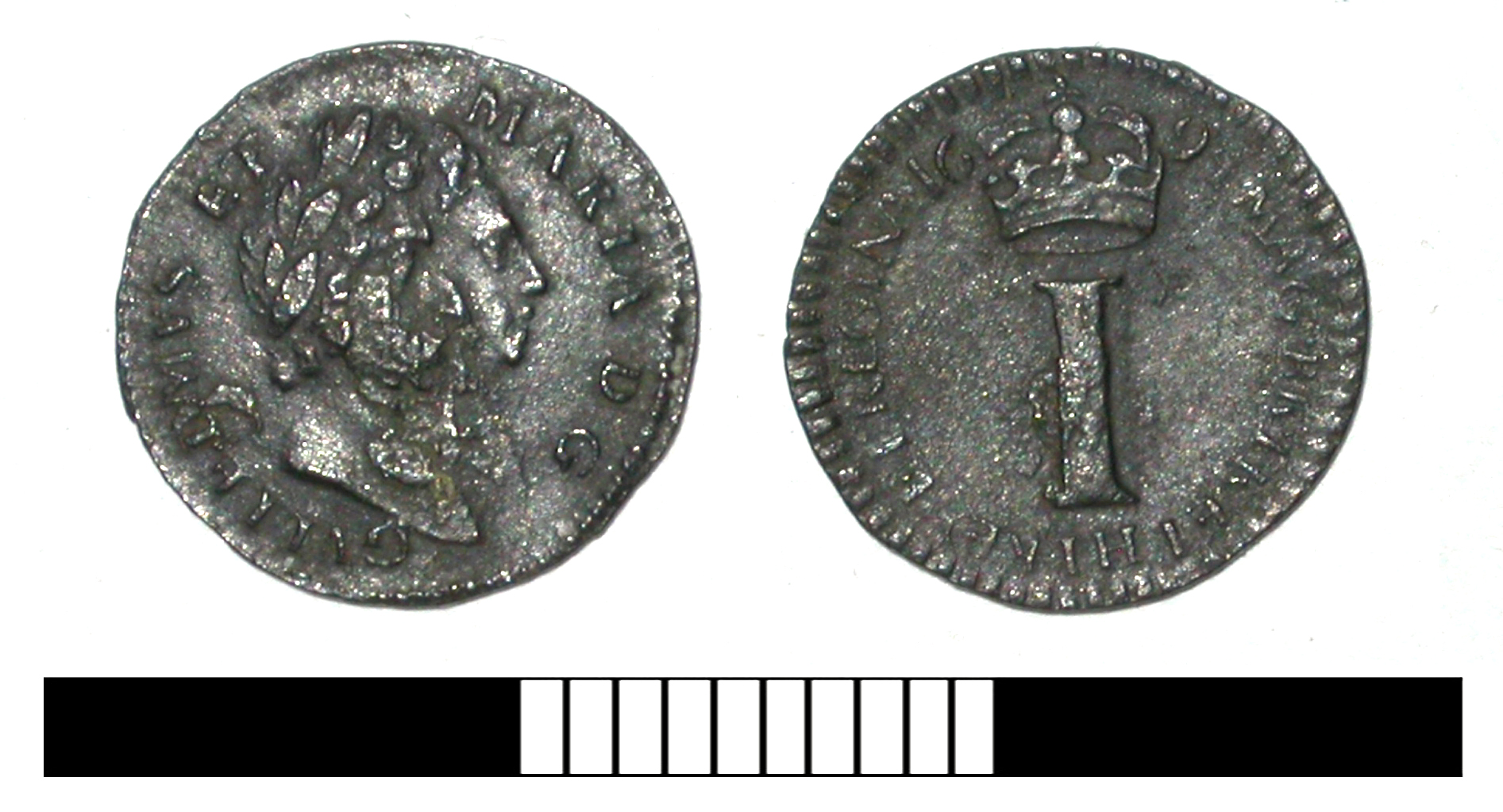
بنس فضي لويليام الثالث وماري الثانية

بعد ولادة جيمس الثاني الكاثوليكي الوحيد، جيمس فرانسيس إدوارد ستيوارت ("المدّعي العجوز")، قررت المؤسسة الإنجليزية تجنّب احتمالية وجود سلالة كاثوليكية على العرش الإنجليزي من خلال التخطيط للثورة المجيدة، عندما عُرض العرش على أكبر بنات جيمس البروتستانت من زواجه الأول وزوجها، رئيس بلدية الجمهورية الهولندية، اللذين حكما كملكين مشاركين، ويليام الثالث (1689-1702) وماري الثانية (1689-1694). تحمل البنسات الفضية من هذا العهد رأسي الملكين مجتمعين، متجهين يمينًا على الوجه مع نقش GVLIELMVS ET MARIA D G - ويليام وماري بنعمة الله، بينما لا يزال الوجه الآخر يحتوي على حرف "I" المتوج، والذي يمثل الآن الفئة فقط، مع نقش MAG BR FR ET HIB REX ET REGINA - تاريخ - ملك وملكة بريطانيا العظمى وفرنسا وأيرلندا.
بعد وفاة الملكة ماري بسبب الجدري في عام 1694 استمرت العملات المعدنية برأس الملك ويليام المواجه لليمين ونقش GVLIELMVS III DEI GRA - ويليام الثالث بنعمة الله، على الوجه الخلفي، والحرف المتوج "I" وتاريخ MAG BR FRA ET HIB REX - ملك بريطانيا العظمى وفرنسا وأيرلندا. إنتجت البنسات في الفترة ما بين 1698 و1701.

## الاتحاد الأنجلو اسكتلندي

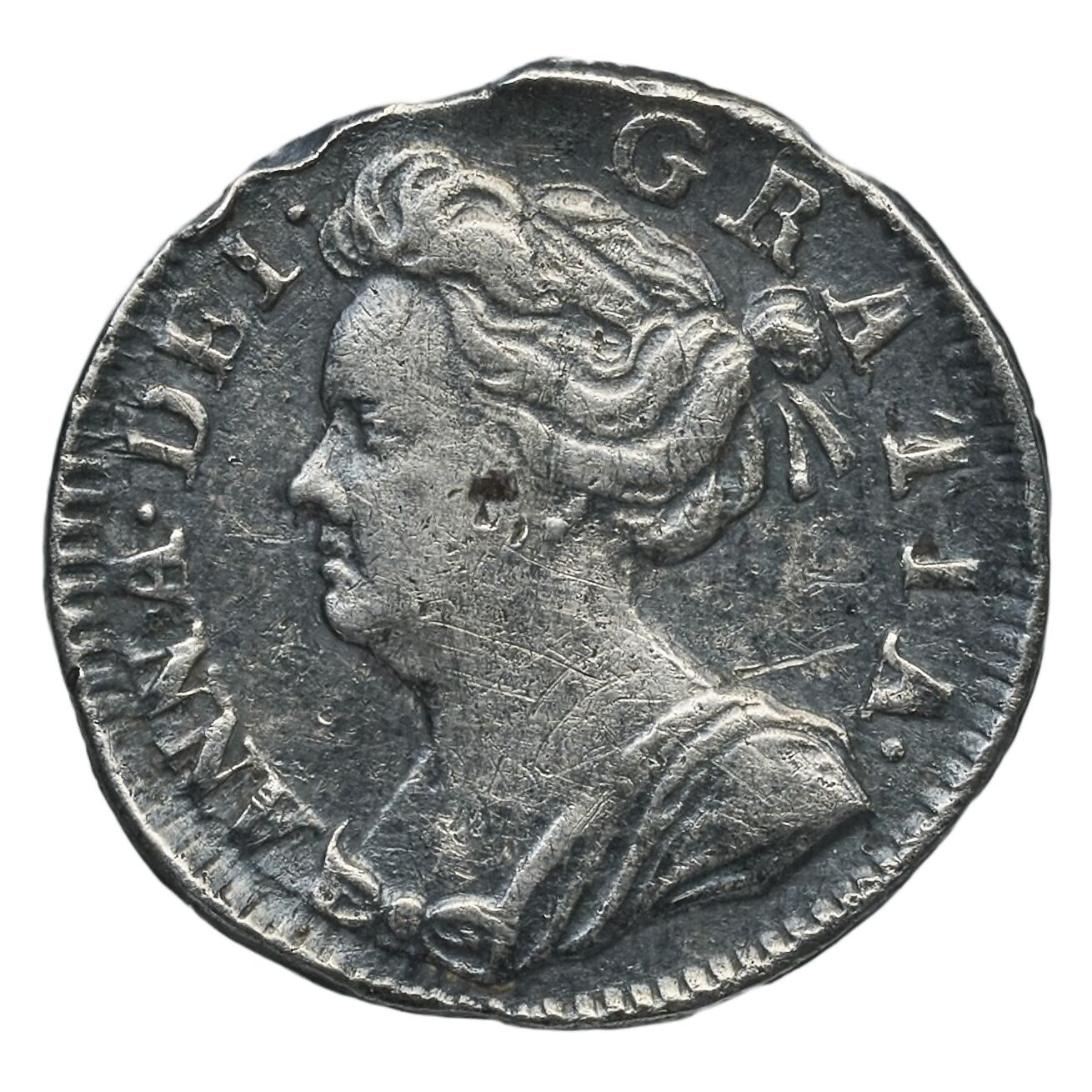
بنس آن (1703)

في عام 1702، خلفت ماري شقيقتها الصغرى آن ويليام الثالث. خلال حكم آن، توحدت مملكتي إنجلترا واسكتلندا في عام 1707 (انظر قوانين الاتحاد 1707)، لتشكيل ما يشار إليه عادة باسم مملكة بريطانيا العظمى. استبدل اثني عشر جنيهًا اسكتلنديًا بجنيه إسترليني واحد، وبالتالي فإن الشلن الاسكتلندي يعادل بنسًا إنجليزيًا.
وعلى الرغم من حملها عشر مرات، لم ينجُ أي من أطفال آن، وماتت سلالة ستيوارت معها في عام 1714. وبموجب قانون التسوية لعام 1701، انتقلت التاج إلى أحفاد صوفيا، ناخبة هانوفر، البروتستانت في صورة الملك جورج الأول.
أنتج عهد آن بنسات فضية في أعوام 1703، 1705، 1706، 1708، 1709، 1710، و1713. يظهر وجه العملات المعدنية تمثال نصفي لها متجهًا إلى اليسار مع نقش ANNA DEI GRATIA، بينما يظهر الوجه الخلفي حرف "I" المتوج و(1703) MAG BR FRA ET HIB REG 1703  (1705،6) MAG BR FR ET HIB REG، أو (1708–13) MAG BRI FR ET HIB REG.

## روابط خارجية
- العملات البريطانية